# Peter Latham
Peter David Latham (ur. 8 stycznia 1984 w Te Awamutu) – nowozelandzki kolarz torowy i szosowy, dwukrotny medalista mistrzostw świata w kolarstwie torowym.

## Kariera
Pierwszy sukces Peter Latham osiągnął w 2003 roku, kiedy został mistrzem kraju w indywidualnym wyścigu na dochodzenie w kategorii elite i mistrzem w kategorii U-23 w indywidualnej jeździe na czas. Rok później brał udział w igrzyskach olimpijskich w Atenach, zajmując dziesiąte miejsce w drużynowym wyścigu na dochodzenie. W 2005 roku Latham zwyciężył we francuskim wyścigu szosowym Trois Jours de Cherbourg, a na igrzyskach Oceanii w Wanganui zdobył złoty medal w drużynowym wyścigu na dochodzenie i srebrny w scratchu. Podczas mistrzostw świata w Pruszkowie w 2009 roku drużyna nowozelandzka w składzie: Westley Gough, Peter Latham, Marc Ryan i Jesse Sergent zdobyła brązowe medale w drużynowym wyścigu na dochodzenie. Wspólnie z Goughem, Sergentem i Samem Bewleyem Latham powtórzył ten sukces także na mistrzostwach świata w Kopenhadze w 2010 roku. Na kolarskich mistrzostwach Oceanii w 2011 roku Peter zdobył srebrny medal w indywidualnym wyścigu na dochodzenie oraz brązowy drużynowo.